# فهرست فرودگاه‌های منطقه وینیپگ
این مقاله شامل فهرست فرودگاه‌های منطقهٔ وینیپگ ایالت مانیتوبا در کانادا است.
| نام فرودگاه                                       | ایکائو/TC موقعیت‌یاب/یاتا | مکان        | مختصات                                                         |
| ------------------------------------------------- | ------------------------ | ----------- | -------------------------------------------------------------- |
| فرودگاه بین‌المللی وینیپگ جیمز آرمسترانگ ریچاردسون | CYWG (YWG)               | وینیپگ      | ۴۹°۵۴′۳۶″ شمالی ۰۹۷°۱۴′۲۴″ غربی / ۴۹٫۹۱۰۰۰°شمالی ۹۷٫۲۴۰۰۰°غربی |
| فرودگاه وینیپگ-لینکرست                            | CJL5                     | Lyncrest    | ۴۹°۵۱′۰۹″ شمالی ۰۹۶°۵۸′۲۵″ غربی / ۴۹٫۸۵۲۵۰°شمالی ۹۶٫۹۷۳۶۱°غربی |
| فرودگاه سنت اندروز                                | CYAV (YAV)               | St. Andrews | ۵۰°۰۳′۲۲″ شمالی ۰۹۷°۰۱′۵۷″ غربی / ۵۰٫۰۵۶۱۱°شمالی ۹۷٫۰۳۲۵۰°غربی |
| فرودگاه استاربوک                                  | CKJ7                     | Starbuck    | ۴۹°۴۳′۰۰″ شمالی ۰۹۷°۴۱′۰۰″ غربی / ۴۹٫۷۱۶۶۷°شمالی ۹۷٫۶۸۳۳۳°غربی |
| Winnipeg (City of Winnipeg) Heliport              | CWG2                     | وینیپگ      | ۴۹°۵۴′۰۱″ شمالی ۰۹۷°۰۵′۴۴″ غربی / ۴۹٫۹۰۰۲۸°شمالی ۹۷٫۰۹۵۵۶°غربی |